# Uricicea, Volodîmîreț
Uricicea (în ucraineană Уріччя) este un sat în comuna Mulciîți din raionul Volodîmîreț, regiunea Rivne, Ucraina.

## Demografie
Componența lingvistică a localității Uricicea
     Ucraineană (100%)
Conform recensământului din 2001, toată populația localității Uricicea era vorbitoare de ucraineană (100%).